# BEYOND～超越極限
「BEYOND～超越極限」（BEYOND～カラダノカナタ）是日本的音樂团体AAA的第18张单曲。2008年5月28日由avex trax发售。

## 概要
- 「BEYOND～超越極限」是美津濃（Mizuno）的運動員應援歌曲。
- 此單曲有3個版本，分別有「CD+DVD」、「CD ONLY」和「CD EXTRA」。「CD ONLY」收錄了单曲「MIRAGE」的混音版本「MIRAGE [83key Remix]」；而「CD EXTRA」收錄了VARIETY MOVIE -AAA秘密俱樂部-二-。
- 在6月9日於公信榜单曲週排行榜取得第6位

## 收录内容

### CD+DVD
CD
1. BEYOND～超越極限
（作詞：keyossie and one 作曲：宝満玲央、高梨竜也(ASPHALT FRUSTRATION)）
2. One Night Animal
（作詞：leonn 作曲：山田知広 Rap詞：日高光啓）
3. BEYOND～超越極限（Instrumental）
4. One Night Animal（Instrumental）

DVD
1. BEYOND～超越極限（Music Clip）

### CD ONLY
1. BEYOND～超越極限
2. One Night Animal
3. MIRAGE [83key Remix]
4. BEYOND～超越極限（Instrumental）
5. One Night Animal（Instrumental）

### CD EXTRA
CD
1. BEYOND～超越極限
2. One Night Animal
3. BEYOND～超越極限（Instrumental）
4. One Night Animal（Instrumental）

DVD
1. VARIETY MOVIE -AAA秘密俱樂部-二-